# Rommerskirchen
Rommerskirchen é um município da Alemanha localizado no distrito de Neuss, região administrativa de Düsseldorf, estado da Renânia do Norte-Vestfália.